# Дорриан, Ли
Ли Дорриан - английский музыкант, известен как вокалист групп Napalm Death и Cathedral.

## Napalm Death
После ухода основателя Napalm Death Ника Буллена, на место вокала стал Ли Дорриан. Не имея вокального опыта, Ли записал с группой вторую часть дебютного альбома Scum, второй альбом From Enslavement to Obliteration и мини-альбомы Mentally Murdered и The Curse.

## Уход из Napalm Death и основание Cathedral
В 1989 году Ли вместе с Биллом Стиром ушёл из Napalm Death, так как Билл не мог разрываться между Napalm Death и Carcass. После ухода Ли основал дум-метал группу Cathedral.